# Eufònia de Jamaica
L'eufònia de Jamaica (Euphonia jamaica) és un ocell de la família dels fringíl·lids (Fringillidae).

## Hàbitat i distribució
Habita el bosc obert i matolls de Jamaica.